# Ophionyssus
Ophionyssus (лат.) — род клещей из семейства Macronyssidae отряда Mesostigmata. Встречаются в Европе, Азии, Африке и Северной Америке. Эктопаразиты змей, вредят в террариумах.

## Описание
Мелкие клещи, длина тела менее 1 мм. Имеют только два спинных щитка у самок (крупный головогрудной и округлый пигидиальный) и один у самцов. Паразитируют на змеях, причиняют большой вред в зоопарках, зоосадах, террариумах и лабораториях всего мира (иногда находят на ящерицах, также могут нападать на птиц, грызунов и человека).

## Классификация
Около 15 видов. В Австралии 2 вида. Для фауны СССР указывалось 2 вида.
- Ophionyssus africanus (Till, 1957)
- Ophionyssus arnhemlandensis (Womersley, 1956)
  - (= Sauronyssus arnhemlandensis)
- Ophionyssus dolatelacensis Fain & Bannert, 2002
- Ophionyssus ehmanni Domrow, 1985
- Ophionyssus eremiadis Naglov & Naglova, 1960
- Ophionyssus galeotes Domrow, Heath & Kennedy, 1980
- Ophionyssus galloticolus Fain & Bannert, 2000
- Ophionyssus javanensis Micherdzinski & Lukoschus, 1987
- Ophionyssus lacertinus (Berlese, 1892)
- Ophionyssus lawrencei (Till, 1957)
- Ophionyssus mabuyae Till, 1957
- Ophionyssus myrmecophagus (Fonseca, 1954)
- Ophionyssus natricis (Gervais, 1844) — Змеиный клещ
- Ophionyssus saurarum (Oudemans, 1901) — Ящеричный клещ[4]
  - (= Sauronyssus saurarum)
- Ophionyssus schreibericolus Moraza, 2009[5]
- Ophionyssus scincorum Domrow, Heath & Kennedy, 1980
- Ophionyssus setosus Fain & Bannert, 2000
- Ophionyssus tropidosaurae (Till, 1957)